# 热修复
热修复（也称热补丁、热修复补丁）是一种包含信息的独立的累积更新包，通常是一个或多个文件。热修复用来解决软件产品的问题（比如说一个程序错误）。通常情况下，热修复制作的目的是为了解决特定用户的具体问题。
术语“hotfix”原指“热应用”到系统的软件补丁。热修复会将补丁应用到正在处于生产状态（而不是开发状态）的系统。对于开发者来说，热修复可以使对系统的改动更加快速，并且可以安排在正常开发和测试流程以外，如果不使用热补丁，可能会增加修复成本（例如加班费和其他紧急措施）。但是，对于用户来说，热修复有时风险更高或者更不容易解决问题，而且还可能导致服务立即中断，因此根据缺陷的严重程度的不同，热修复可能会被适当地延迟。应用热修复的风险必须与不应用它相权衡，因为不修复问题导致的损失有时候比因为修复而造成的风险更大，例如重大安全漏洞。

## 细节
热修复补丁包可能包含多个采用变通方法的缺陷修复，这可能造成软件的其他部分出现问题。变通修复软件缺陷不是软件补丁的常用做法，因为它的副作用更高。也因如此，有些自动更新的库如StableUpdate提供在必要时卸载已应用修复的功能。
大多数现代操作系统和许多独立程序提供自动下载和应用修复的能力。相比从零开始创建此功能，开发者可能选择使用一个专有（例如RTPatch）或开源（例如StableUpdate和JUpdater）程序包提供所需的库和工具。
有不少第三方软件提供辅助、同时在多台计算机上安装热修复的功能。这些软件产品还可帮助管理员创建已安装在多台计算机上的热修复名单。

## 特定厂商的定义

### 微软
微软公司曾经使用术语“hotfix”或“QFE”（快速修复工程更新，Quick Fix Engineering update），但现在两者已被停止使用：更新会被发布在常规分发版本（General Distribution Release，GDR）或有限分发版本（Limited Distribution Release，LDR）频道。后者是QFE的代名词。GDR更新接受广泛的测试，而LDR更新是为解决小范围内的关键问题，并且不向公众发布。GDR更新可能从Windows更新服务或微软下载中心接收，而LDR更新必须从微软支持网站获取。

### 暴雪
游戏公司暴雪娛樂对其游戏中的hotfix有不同的定义，包括魔兽世界和暗黑破坏神III：
热补丁是指对游戏至关重要的更改，它不能等待到定期内容补丁的到来。热补丁只需要在服务器上修改，不需要下载并且无需停机，或者只需片刻的短暂重启。